# 세이셸대꼬리박쥐
세이셸대꼬리박쥐(Coleura seychellensis)는 대꼬리박쥐과에 속하는 박쥐의 일종이다. 세이셸의 중부 화강암 섬에서 발견된다. 식충성 박쥐로 숲 개간지에서 밤에 주로 먹이를 구하며, 낮에는 무리를 지어 둥지에서 매달려 지낸다. 이전에는 세이셸 제도 전체에서 풍부한 개체수를 보였지만, 현재는 3개 섬에서만 발견된다. 개체수가 감소하고 있기 때문에 국제 자연 보전 연맹(IUCN)이 멸종위급종으로 분류하고 있다. 농장에서 코코넛을 재배하기 위하여 숲을 개간하고, 외래종 식물이 유입됨에 따라 세이셸대꼬리박쥐의 먹이인 곤충들의 먹이가 감소하기 때문으로 추정된다.